# Тир (месяц)
Тир (перс. تیر‎) — четвёртый месяц иранского календаря, состоит из 31 дня. В григорианском календаре соответствует 22 июня — 22 июля.

## Этимология
Месяцы в иранском календаре носят зороастрийские названия. Тир происходит от слова Тиштрия, авестийского обозначения звезды Сириус.

## Официальные праздники
Официальных праздников в месяце Тир нет.

## Отмечаемые события и чествования
- 6 тир — Фестиваль лилии
- 15 тир — День вегетарианства
- 21 тир — День хиджаба и целомудрия